# Aristomorphus ogloblini
Aristomorphus ogloblini är en skalbaggsart som först beskrevs av Bruch 1933.  Aristomorphus ogloblini ingår i släktet Aristomorphus och familjen stumpbaggar. Inga underarter finns listade i Catalogue of Life.